# Hoffmann Mónika
Hoffmann Mónika (Malmö, Svédország, 1982. március 11. –) énekesnő.

## Élete
Gyermekkorát Svédországban töltötte, ennek ellenére a magyar és az angol nyelvet is beszéli. Általános iskolás kora óta foglalkozik komolyan az énekléssel. A Berklee College of Music-ban eltöltött egy év után otthonában, a svédországi Malmőben folytatta zenei tanulmányait. A Megasztár 3. szériájában tűnt fel. Szívéhez leginkább a jazz, a soul, az r'n'b és a latin zenék állnak közel, és ilyen stílusban is írja zenéit. Részt vett a 2008-as Eurovíziós Dalfesztivál magyarországi nemzeti döntőjén a tizenegyedik helyet érte el a Légy te az első című számával. Ezek mellett benevezett a 2011-es Eurovíziós Dalfesztivál svájci internetes válogatójára, ahonnan a legjobb hét bejutott az élő show-ba, de Mónikának ez nem sikerült. A The Beast és a Higher Ground című dalaival pályázott.

## Színházi szerepei
- Music All Night
- 56 csepp vér

## Film
- Hoffmann Mónika és barátai a MOM-ban (magyar koncertfilm, 2009)